# Diego Scott
Carlos Diego Scott conocido como 
Diego Scott es un conductor radial, comediante y actor argentino, conocido popularmente por su personaje del Dr. Felipe en Duro de domar y Un mundo perfecto.

## Biografía
En 1993 egresó del colegio Cardenal Newman de San Isidro. Diego estudió Administración de Empresas y Ciencia Política, pero finalmente decidió dejar de estudiar para dedicarse a la radio.
Produjo programas de economía y negocios con Enrique Szewach en radio América, donde conoció a Fernando Peña, conductor en ese momento de El parquímetro en Radio Metro.
En 2010 saca a la venta su libro, escrito además por Pablo Daniel Fábregas, llamado "Dr. Felipe. Especialista en cosas. Tomo 1"  con prólogo de Roberto Pettinato.
En 2012, el día 19 de marzo, Diego Scott con Diego Iglesias como coconductor comenzaron el programa radial "Vuelta y Vuelta" que se emitió por AM 1030 Radio Del Plata hasta el 1 de febrero de 2013.[cita requerida]
En abril de 2014 comienza su etapa en Canal 13 junto a Jorge Lanata en el programa Periodismo para todos como actor, imitador y a cargo de la coordinación autoral de las producciones de humor.
Desde el año 2000 que también produce teatro, siempre orientado al humor. Fue el productor de las obras de Fernando Peña a lo largo de 10 años y también de varias otras comedias como Cómico Stand Up, con Sebastián Wainraich, Peto Menahem, Diego Reinhold y Martín Rocco; Yo, una historia de amor,[cita requerida] con Diego Reinhold y actualmente también produce el unipersonal de Sebastián Wainraich en el teatro Maipo.
Además produce y actúa desde septiembre de 2011 en Más Canchero, espectáculo de Stand Up en el Paseo La Plaza en Buenos Aires.
Actualmente, conduce un programa televisado en canal 7, CADA NOCHE, donde hay celebridades de todo tipo, invitadas a debatir junto con Diego, sobre diferentes temas, puntos de vista, anécdotas y demás.
El 30 de agosto de 2019 comenzó en el programa "En tránsito" como conductor en el canal de YouTube de La Nación. Este es un programa grabado en distintos lugares públicos con un resumen de los momentos más destacados del día, acompañado de Yamila Trautman y Brenda Struminger, periodistas de la Nación.

## Trayectoria
Televisión
| Año           | Programa                      | Canal                        |
| ------------- | ----------------------------- | ---------------------------- |
| 2007-2008     | Duro de Domar                 | eltrece                      |
| 2010          | Un Mundo Perfecto             | América TV                   |
| 2011          | Ran15                         | América TV                   |
| 2013          | PPT                           | eltrece                      |
| 2017-presente | Cada Noche                    | Televisión Pública Argentina |
| 2018          | Pasado de Copas:Drunk History | Telefe                       |

| Año           | Programa radial    | Radio                  | Junto a                                                                         | Ref.  |
| ------------- | ------------------ | ---------------------- | ------------------------------------------------------------------------------- | ----- |
| c.1996        | El Laberinto       | FM Palermo, 94.7       | Pablo Duggan (conductor)                                                        |       |
| 1997-1999     | Aire Acondicionado | Radio América          | Enrique Szewach                                                                 |       |
| 1999-2009     | El parquímetro     | Metro 95.1             | Fernando Peña (conductor), Sebastián Wainraich (guionista) y Diego Ripoll (voz) | [ 5 ] |
| 2010-2011     | LadoB              | Blue 100.7             | Diego Iglesias                                                                  | [ 6 ] |
| 2012          | Vuelta y Vuelta    | Radio Del Plata AM1030 | Diego Iglesias                                                                  |       |
| 2022-presente | Siempre Tarde      | Metro 95.1             | Conductor                                                                       |       |

| Año       | Teatro                                    | Rol               | Ref.  |
| --------- | ----------------------------------------- | ----------------- | ----- |
| 2000      | Esquizopeña Lado A y B                    | Productor General |       |
| 2001      | Esquizopeña Intimidad Rioplatense y Duele | Productor General |       |
| 2002      | El Niño Muerto                            | Productor General |       |
| 2003      | Mugre                                     | Productor General |       |
| 2003      | Cómico Stand Up                           | Productor General |       |
| 2004      | La burlona tragedia del corpiño           | Productor General |       |
| 2005      | Cómico, Stand Up 2                        | Productor General |       |
| 2006      | Ni la más puta                            | Productor General |       |
| 2005      | Gracias por volar conmigo                 | Productor General |       |
| 2005      | Oi, Oi, Hoy                               | Director de arte  |       |
| 2007      | Sit Down Tragedy                          | Productor General |       |
| 2006      | Cómico Stand Up 3                         | Productor General |       |
| 2008      | D. a. 1                                   | Actor y Productor |       |
| 2009      | Cómico stand up 4                         | Productor General |       |
| 2008      | Diálogo de una prostituta con su cliente  | Productor General |       |
| 2010      | Yo (una historia de amor)                 | Productor General |       |
| 2011      | Cómico Stand Up 5                         | Productor General |       |
| 2011-2012 | De A 1 #Canchero                          | Actor y Productor | [ 7 ] |
| 2013      | De A 1 Más Canchero                       | Actor y Productor |       |

| Año  | Libros                                      | Editorial | Notas                                                        | Ref.  |
| ---- | ------------------------------------------- | --------- | ------------------------------------------------------------ | ----- |
| 2010 | "Dr. Felipe. Especialista en cosas. Tomo 1" | Vergara   | Escrito junto a Pablo Fábregas. Prólogo de Roberto Pettinato | [ 8 ] |